# Gustavo Malo
Gustavo Enrique Malo Fernández (Cartagena, Siglo XX) es un abogado y exjuez colombiano.
Fue magistrado de la Corte Suprema de Justicia de Colombia. Malo Fernández estuvo involucrado en hechos de corrupción durante su periodo en ese Tribunal, en el que usó su posición para recibir sobornos y alterar procesos judiciales en favor de los acusados, en un escándalo que fue llamado el Cartel de la Toga.
El cartel de la toga era liderado por el exDirector Nacional Anticorrupción de la Fiscalía de Colombia Luis Gustavo Moreno Rivera, y los exmagistrados de la Corte Suprema Gustavo Enrique Malo Fernández, José Leonidas Bustos Martínez y Francisco Javier Ricaurte Gómez.

## Biografía
Malo Fernández estudió Derecho en la Universidad de Cartagena, en su natal Cartagena de Indias. Es especialista en Derecho Penal, Penal General, Procesal Penal y Criminología.
Curso estudios de postgrado en su Alma mater, en la Corporación Universitaria Rafael Núñez, Universidad de San Buenaventura, y en la Universidad Libre, también en Cartagena. En éstas universidades también ha sido Profesor.
Por la mayor parte de su carrera en el Poder Judicial en Colombia, Malo Fernández ejerció como juez. Fue juez penal municipal, juez de instrucción criminal, juez superior, magistrado del Tribunal Superior de Cartagena

### Magistrado de la Corte Suprema de Justicia (CSJ)
En el 2012, Malo Fernández fue nombrado magistrado de la Corte Suprema de Justicia de Colombia.
Malo pasó a integrar la Sala Penal de la Corte Suprema. En la Sala Penal, Malo Fernández fue uno de los magistrados que más procesos evaluaba en relación con el escándalo de la llamada Parapolítica, que la que políticos y grupos ilegales de paramilitares realizaron alianzas para repartirse el poder del Estado colombiano. Según el diario El Colombiano, Malo alcanzó a llevar "20 de los 91 procesos por parapolítica" que evaluaba la Corte Suprema. Entre los procesos que llevaba el magistrado Malo por Parapolítica, estaba el del congresista Álvaro Ashton, quien era muy amigo del magistrado Francisco Ricaurte.
Malo también evaluaba el escándalo relacionado al senador Musa Besayle sobre corrupción en el departamento de Córdoba. Fue por este caso que el magistrado auxiliar del despacho del magistrado Malo, José Reyes Rodríguez notó un conflicto de intereses al conocer que un amigo del magistrado Malo iba a ser nombrado en el Fondo Financiero de Proyectos de Desarrollo (FONADE), con ayuda del senador Besayle. El FONADE era uno de los fortínes políticos y burocráticos de Besayle y el senador Bernardo "Ñoño" Elías.
En el 2017, siendo magistrado estalló el escándalo del cartel de la toga, por lo que sus compañeros magistrados le pidieron que renunciara al perder confianza.

### Cartel de la toga
El exmagistrado auxiliar José Reyes Rodríguez y el exdirector de la Unidad Anticorrupción de la Fiscalía General, Luis Gustavo Moreno han rendido testimonio que incrimina a Malo con el cartel de los togados.
Según el escrito de acusación en la Comisión de Acusaciones de la Cámara de Representantes, el magistrado José Leonidas Bustos recibió "la suma de COP$ 200 millones de pesos en efectivo, producto del dinero dado por el senador Álvaro Ashton como anticipo de la negociación con él adelantada".
Al senador Ashton se le empezó a investigar el 10 de octubre de 2012 por sus presunto nexos con el Bloque Norte de las AUC en el departamento del Atlántico. Para el caso, Ashton contrató los servicios del abogado Luis Ignacio Lyons España. Al año siguiente, el proceso pasó a ser evaluado por el magistrado Malo Fernández y su auxiliar, José Reyes Rodríguez. El senador Ashton se habría reunido y hecho acuerdos con el exmagistrado de la Corte Suprema, y en el momento, magistrado del Consejo Superior de la Judicatura, Francisco Ricaurte, para impedir que la investigación siguiera su curso y así evitar la emisión de una orden de captura en su contra; Ashton habría acordado pagar la suma de COP$1.200 millones de pesos para que el proceso fuera dilatado; los magistrados, fiscales y abogados se repartieron la millonaria suma de dinero.  
Francisco Ricaurte instruyó a Luis Gustavo Moreno cuánto cobrar y cómo distribuir el dinero entre los togados. En la repartición Malo habría recibido COP$ 400 millones de pesos, y el resto pasó a manos de José Leónidas Bustos, el abogado Luis Ignacio Lyons España, y el Director Nacional Anticorrupción Luis Gustavo Moreno Rivera. 
De manera similar, el cartel de los togados cobró al senador Musa Besaile COP$ 2.000 millones de pesos para alterar el curso de las investigaciones desarrolladas en su contra. Besaile contrató para su defensa los servicios del abogado del senador Ashton, Luis Ignacio Lyons España. 

"Con los hechos delictivos aquí investigados, el presunto pago que hizo el senador Musa Besaile de COP$ 2.000 millones de pesos para impedir, al parecer, que se librara una orden de captura en su contra, podría resultar comprometido el doctor Gustavo Enrique Malo Fernández, magistrado a cargo del expediente 27.700 contra Musa Besaile, se ordena remitir a la Comisión de Acusaciones de la Cámara de Representantes los testimonios recibidos en esta actuación Ana María Erazo y José Reyes Rodríguez, para la iniciación de la investigación penal que haya lugar o para que hagan parte de la que eventualmente allí se haya comenzado".
auto de compulsa de copias, septiembre de 2017.

#### Captura
En diciembre de 2018 el Senado de la República de Colombia lo declaró indigno y fue despojado de su investidura como magistrado de la Corte Suprema de Justicia. 
El 15 de mayo de 2019 la Corte Suprema dictó medida de aseguramiento contra Malo Fernández al considerar que "representa un peligro para la comunidad". Fue capturado el 16 de mayo de 2019, en el Palacio de Justicia de Colombia, sede de la Corte Suprema. Malo fue investigado por los delitos de cohecho propio, concierto para delinquir, prevaricato por acción y omisión, y utilización de asuntos sometidos a secreto o reserva".
En octubre de 2019, un grupo de conjueces de la Corte Suprema determinó que Malo Fernández representaba un riesgo para el desarrollo de las investigaciones sobre el escándalo del Cartel de la Toga.
El 13 de agosto de 2021 la Corte Suprema de Justicia lo declaró culpable de los delitos de concierto para delinquir en concurso con cohecho propio y prevaricato por omisión.  Ese mismo Tribunal lo condenó a una pena de 116 meses y 12 días de prisión, a una multa de 94.48 salarios mínimos mensuales legales vigentes, y fue inhabilitado para el ejercicio de derechos y funciones públicas por un periodo 127 meses y 17 días.  

## Familia
Gustavo Malo contrajo matrimonio con Estela Benítez Morales. Gustavo y Estela tienen una hija llamada Yara Milena Malo Benítez, quien en 2017 fue imputada por cargos de "extorsión agravada" en un caso de corrupción en el que pedía porcentajes de dineros a funcionarios a quienes su padre había ayudado a conseguir empleo en la rama judicial.
Gustavo Malo Fernández es sobrino del político conservador bolivarense, Adolfo Malo David, y es tío de Viviana Malo, quien fue Directora Administrativa de Talento Humano durante el gobierno de Manuel Vicente Duque en la Alcaldía de Cartagena.
Malo Fernández tiene una hermana; Gloria Malo Fernández, quien ha sido magistrada del Tribunal Superior de Cartagena, Contraloría General sede Cartagena y Delegada Intersectorial de la Unidad de Investigaciones Especiales contra la Corrupción.
Su hermano, Luis Felipe Malo Fernández, Ha sido registrador Distrital en Cartagena.
Gustavo Malo es pariente por lado materno de Sandy García Malo, quien está casada con Vicente Guzmán Herrera, quien ha sido Director Seccional de la Fiscalía en el departamento de Bolívar.